# マシュヤグとマシュヤーナグ
マシュヤグとマシュヤーナグ（Mašyag,Mašyānag）は、ゾロアスター教文書に伝わる人類史初期の人間である。兄のマシュヤグと妹のマシュヤーナグのつがいであった。

## 概要
教祖ザラスシュトラと近しい人物だったとされるジャーマースプがザラスシュトラから伝えられた教えを記した『アヤードガーリー・ジャーマースピーグ』（Ayādgār ī ǰāmāspīg）などに言及されている。
2人は共にガヨーマルトがスプンタ・アールマティに精液を放出して生まれた兄妹であり、ガヨーマルトがアフリマンに殺されたので彼ら以外に人間はいなかった。はじめに麻の形で地中から生まれ出て、後に人間の男女の形となったという。
2人はしばらく婚姻を結ばずに暮らしていたが、93年6か月を過ぎない間に婚姻を結び、男と女で1組となる双子を7組産んだ。そのうちの1組であるスヤーマグとナシャーグからフラワーグ、フラワーギーという兄妹が産まれ、この兄妹からホーシュヤングとゴーザグという兄妹が産まれる。この2人からウィーワング兄妹が産まれ、この2人の子供がタクモールブ、ナレサフ、スピドユル、ジャム、ジャマグの5人である。7組の双子はそれぞれ共に生まれたもう一方の異性をつがいとし、彼らの子孫からゲーティーグ界の人類の歴史が始まった。ホーシュヤングはアーリア人最初の王朝ペーシュダートを作り上げている。
しかし彼らの子孫であるところの穢れのない人類は、アフリマンの襲撃を受け、悪と混合することとなった。